# Hans Stutte
Hans Stutte, auch Stute, Studt, Stubbe, Staudte († vor 1625 in Lübeck), war ein deutscher Zeichner und Maler.

## Leben
Über Hans Stuttes Leben ist nicht viel bekannt. Vermutlich war er 1609 Geselle in Lübeck. Aus diesem Jahr stammte ein Gemälde, wohl sein Meisterstück, das noch 1743 südseitig im inneren Chor der Maria-Magdalenen-Kirche (Lübeck) hing, aber 1787 nicht mehr erwähnt wurde. Am 10. Mai 1610 stellte er mit zwei anderen Malern, den Älterleuten des Amtes der Maler und den Herren der Wette sein Meisterstück vor, das für gut erkannt wurde. Damit war er Meister geworden. Am 5. März 1618 erwarb er das Bürgerrecht der Freien Reichsstadt Lübeck.

## Werke
Das Metropolitan Museum of Art in New York City besitzt drei, die National Gallery of Art eine Zeichnung von Stutte, die sich alle derzeit im Depot befinden.

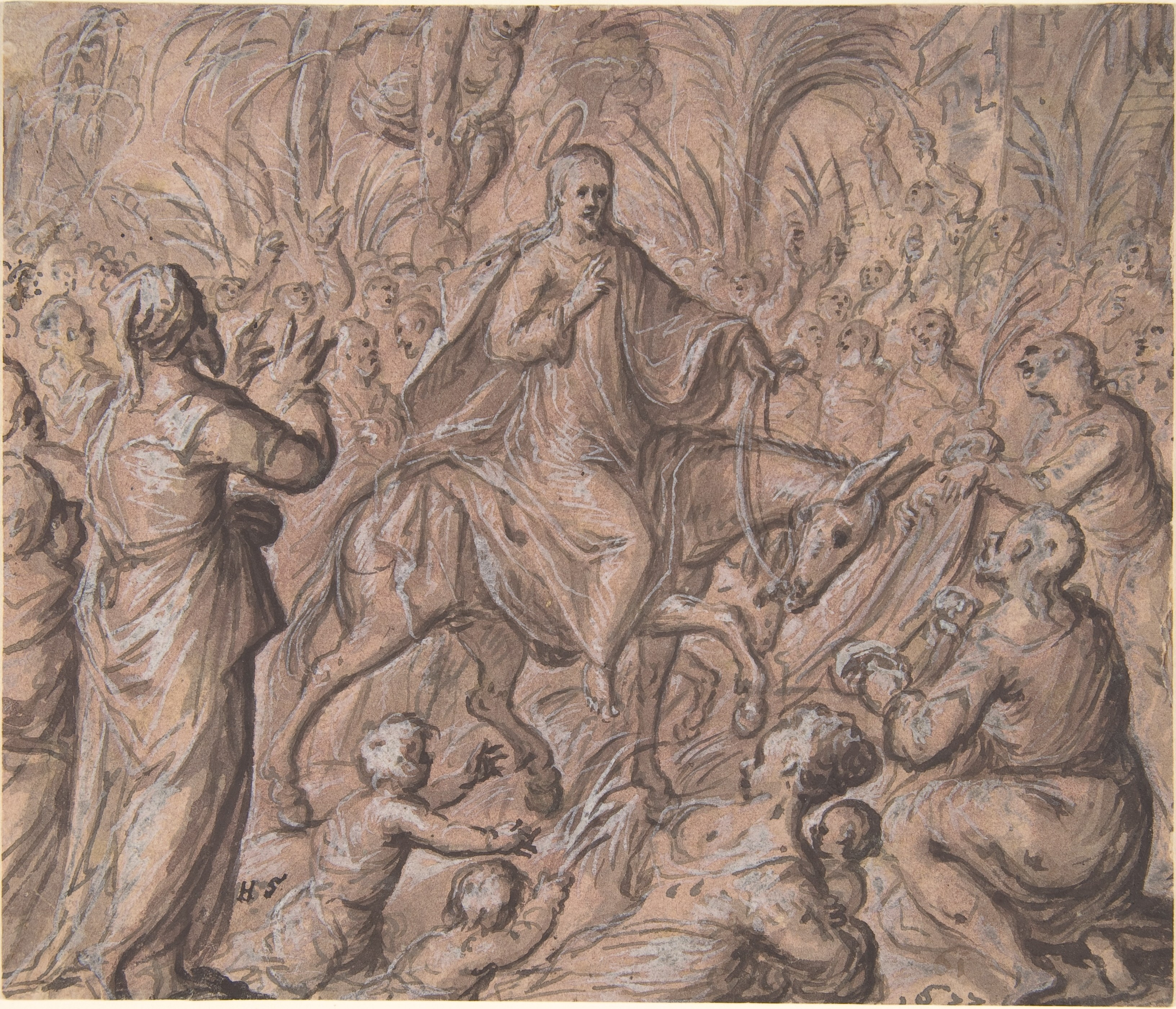
Christ’s Entry into Jerusalem (1611)  MET
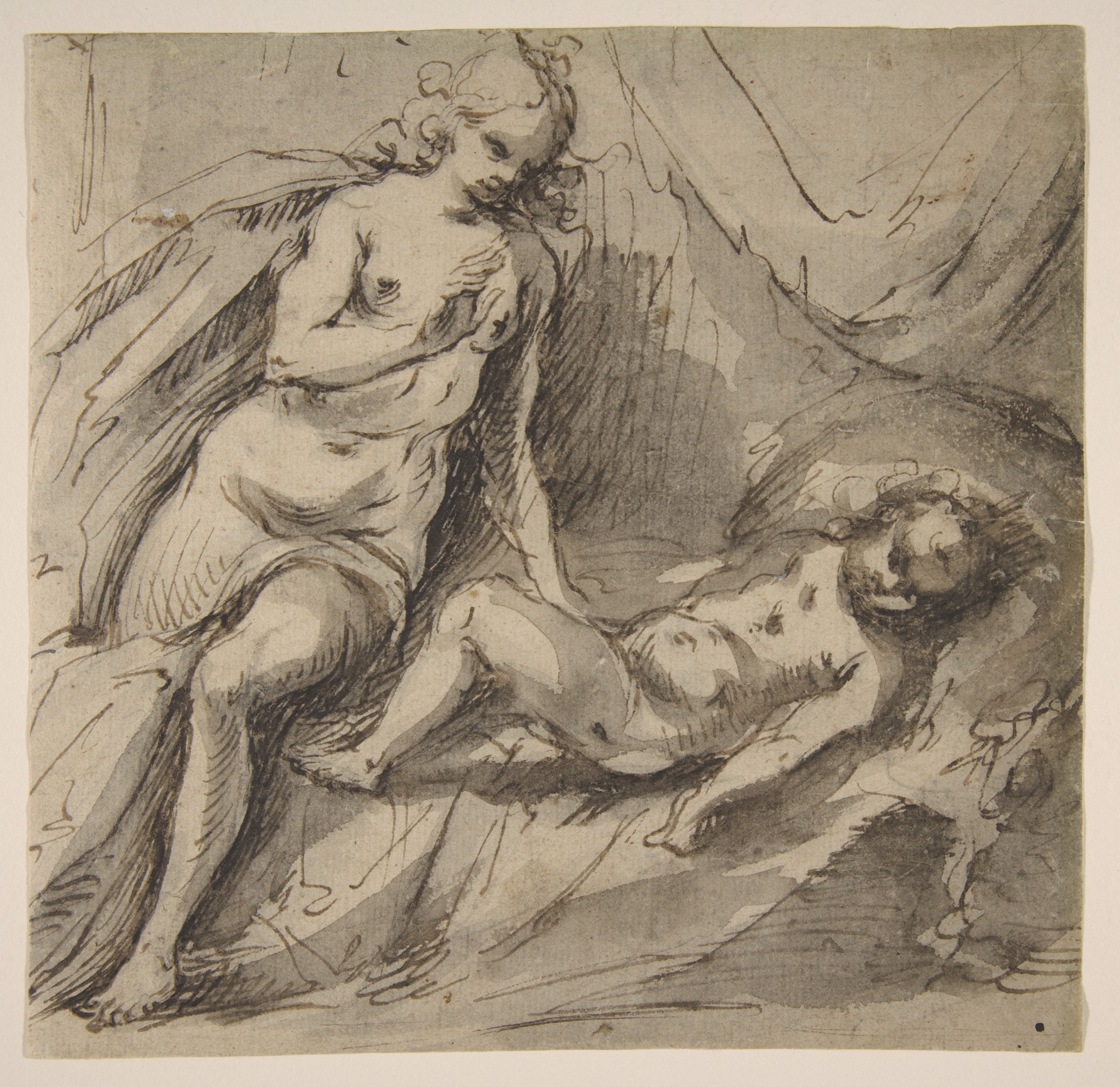
Venus and Sleeping Cupid MET
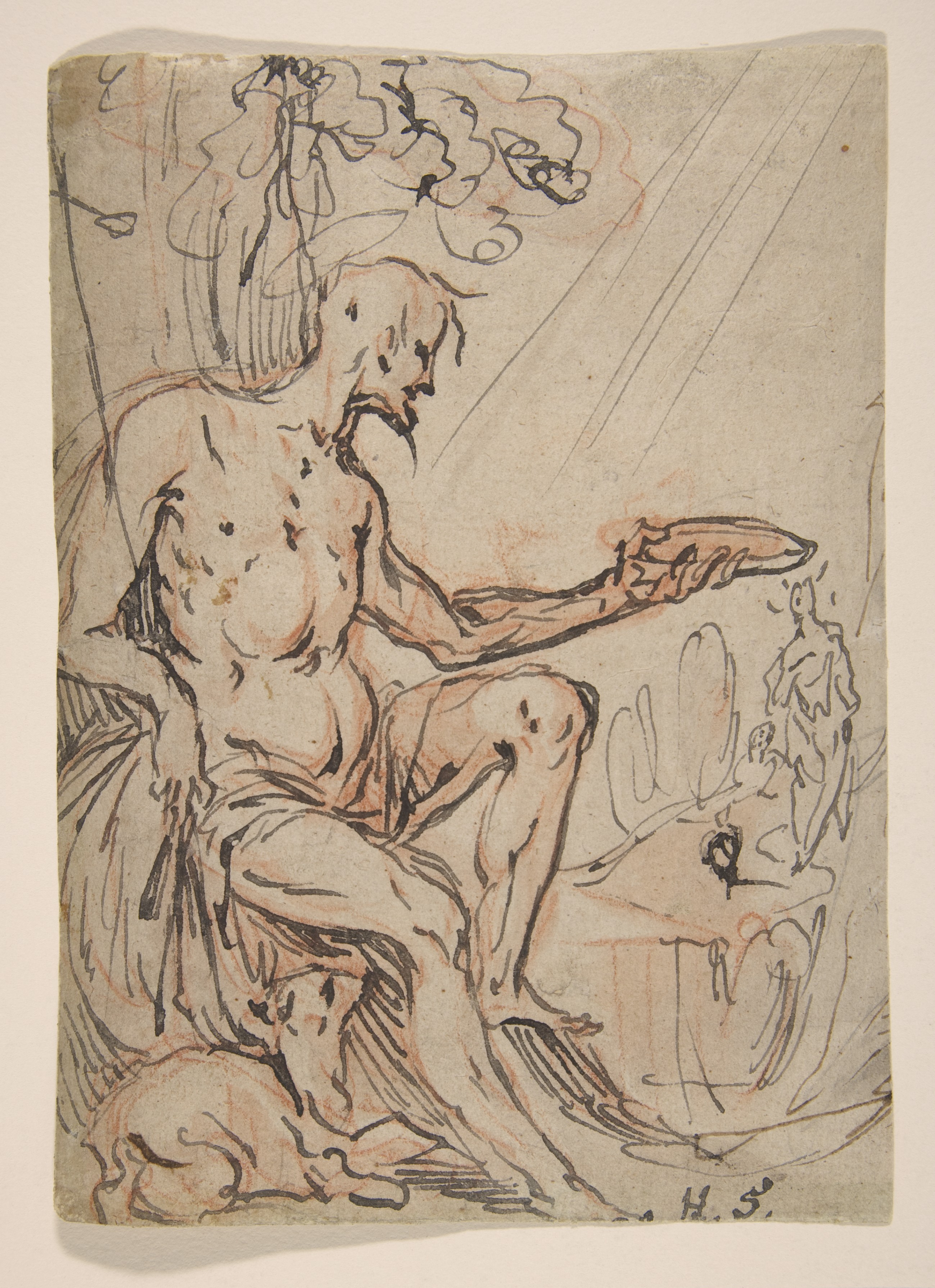
Saint John the Baptist in a landscape MET
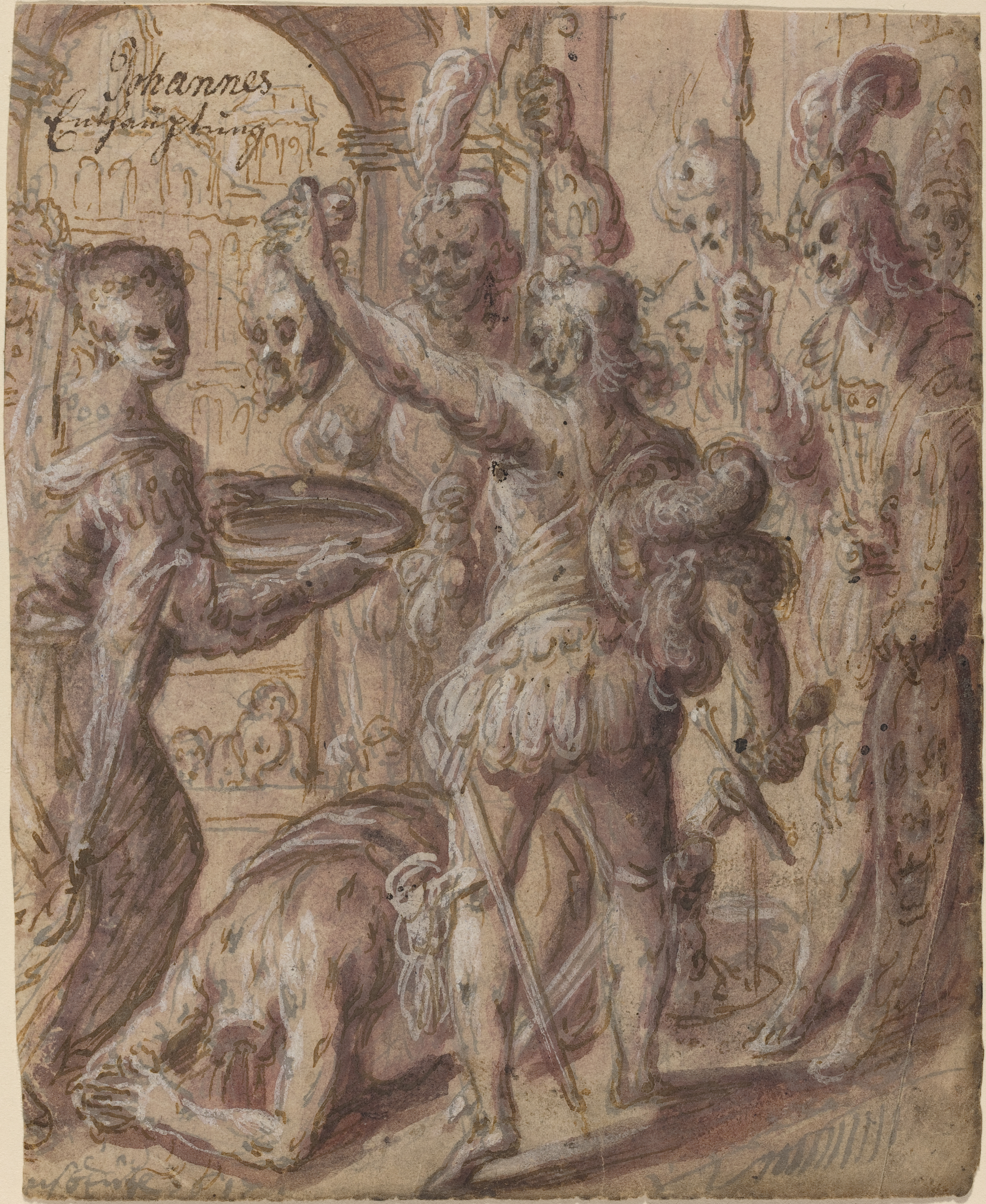
The Beheading of Saint John the Baptist signiert und datiert 1617 NGA